# Bobby Unser
Bobby Unser, właśc. Robert William Unser (ur. 20 lutego 1934 w Colorado Springs, zm. 2 maja 2021 w Albuquerque) – amerykański kierowca wyścigowy.
Pochodzi z rodziny o tradycjach wyścigowych, związanej głównie z serią IndyCar. Jego ojciec, dwaj wujkowie, dwaj bracia (Al i Jerry), syn a także dwóch bratanków (m.in. Al Junior) również startowali w wyścigach samochodowych.

## USAC / CART
Dwukrotny mistrz USAC (1968, 1974), trzykrotny zwycięzca Indianapolis 500 (1968, 1975, 1981).
Bliski przyjaciel, a także rywal Dana Gurneya. W latach 1968–1978 startował za kierownicą zbudowanych przez Gurneya samochodów marki Eagle. Po utworzeniu w 1979 roku serii CART ostatnie trzy lata kariery spędził w zespole Penske Racing (na zdjęciu Penske PC-7 z 1979).
Łącznie w latach 1955–1982 wziął udział w 258 wyścigach. Wygrał 38, natomiast 52 razy startował z pole position.

## Indianapolis 500 1981
Był bohaterem najbardziej kontrowersyjnego rozstrzygnięcia w historii tego słynnego wyścigu. W 1981 roku walczył o zwycięstwo z Mario Andrettim. W trakcie fazy neutralizacji na 149. z 200 okrążeń obaj rywale zjechali na serwis do boksów, po czym wrócili na tor. Przy okazji Unser wyprzedził osiem samochodów, natomiast Andretti dwa.
Wyścig zakończył się wygraną Unsera, ale ponieważ podczas neutralizacji wyprzedzanie jest zabronione, zespół Andrettiego złożył protest, który został uwzględniony przez USAC i następnego dnia zwycięstwo przyznano Andrettiemu. Jednak kolejny protest – tym razem ze strony Unsera – dowiódł, że Andretti również nielegalnie zyskał pozycje na torze i w październiku 1981 roku oficjalnie uznano pierwotne wyniki z Unserem jako zwycięzcą. Był to jednocześnie jego ostatni start w tym wyścigu (w 1982 roku nie zakwalifikował się do rywalizacji).

## Formuła 1
Ma na koncie epizod w Formule 1. W 1968 roku wziął udział w Grand Prix USA na torze Watkins Glen. Był także na liście zgłoszeń do Grand Prix Włoch, ale wraz z Mario Andrettim zdecydował się na powrót do USA i start w wyścigu USAC na torze Indiana State Fairgrounds.

## Życie prywatne
Trzykrotnie żonaty: z Barbarą Schumaker (1954–1966, dzieci: Bobby Jr, Cindy), Normą Davis (1967–1970, dzieci: Robby, Jeri) oraz Marshą Sale (od 1977).
Po zakończeniu kariery sportowej był komentatorem wyścigów CART, głównie dla stacji telewizyjnej ABC (w latach 1987–2001).

## Starty w Indianapolis 500
| Rok  | Nadwozie     | Silnik      | Start | Wynik | Uwagi                  |
| ---- | ------------ | ----------- | ----- | ----- | ---------------------- |
| 1963 | Kurtis Kraft | Novi        | 16    | 33    | Wypadek                |
| 1964 | Ferguson     | Novi        | 22    | 32    | Wypadek                |
| 1965 | Kurtis Kraft | Novi        | 8     | 19    | Przewód olejowy        |
| 1966 | Huffaker     | Offenhauser | 28    | 8     |                        |
| 1967 | Eagle        | Ford        | 8     | 9     |                        |
| 1968 | Eagle        | Offenhauser | 3     | 1     |                        |
| 1969 | Lola         | Offenhauser | 3     | 3     |                        |
| 1970 | Eagle        | Ford        | 7     | 11    |                        |
| 1971 | Eagle        | Offenhauser | 3     | 12    | Wypadek                |
| 1972 | Eagle        | Offenhauser | 1     | 30    | Aparat zapłonowy       |
| 1973 | Eagle        | Offenhauser | 2     | 13    | Korbowód               |
| 1974 | Eagle        | Offenhauser | 7     | 2     |                        |
| 1975 | Eagle        | Offenhauser | 3     | 1     |                        |
| 1976 | Eagle        | Offenhauser | 12    | 10    |                        |
| 1977 | Lightning    | Offenhauser | 2     | 18    | Przewód olejowy        |
| 1978 | Eagle        | Cosworth    | 19    | 6     |                        |
| 1979 | Penske       | Cosworth    | 4     | 5     |                        |
| 1980 | Penske       | Cosworth    | 3     | 19    | Zapłon                 |
| 1981 | Penske       | Cosworth    | 1     | 1     |                        |
| 1982 | March        | Cosworth    |       |       | Nie zakwalifikował się |